# Баскетбол на летней Универсиаде 1989
Баскетбольный турнир на летней Универсиаде 1989 проходил в западно-германском Дуйсбурге с 22 по 30 августа 1989 года. Соревнования проводились только среди мужских сборных команд.
Победу одержала сборная США.

## Медальный зачёт
| Место | Страна | Золото | Серебро | Бронза | Всего |
| ----- | ------ | ------ | ------- | ------ | ----- |
| 1     | США    | 1      | 0       | 0      | 1     |
| 2     | СССР   | 0      | 1       | 0      | 1     |
| 3     | ФРГ    | 0      | 0       | 1      | 1     |

## Медалисты
| Золото | Серебро | Бронза |
| США · Виктор Александер · Стэйси Огмон · Мэтт Баллард · Дэйл Дэвис · Ларри Джонсон · Энтони Джонс · Линдон Джонс · Трэвис Мэйс · Марк Рэндалл · Стив Шеффлер · Стив Смит · Стивен Томпсон · Тренер — Джене Киди | СССР    | ФРГ    |